# Croix et médaille de l'Indépendance
La Croix et la Médaille de l'Indépendance (en polonais Krzyż i Medal Niepodległości) sont des récompenses militaires polonaises de l'Entre-deux-guerres.

## Historique
La Croix et la Médaille de l'Indépendance ont été créées par un décret du Président de la République de Pologne le 29 octobre 1930 pour honorer les personnes qui ont lutté pour l'indépendance de la Pologne avant ou pendant la Première Guerre mondiale et durant les luttes qui ont suivi celle-ci entre 1918 et 1921, à l'exception de la guerre soviéto-polonaise sur le territoire polonais. Elle sera également attribuée en 1938 pour la reconquête de la Zaolzie sur la Tchécoslovaquie.
Bien que la croix sans épées ait été attribuée principalement aux civils, toutes les versions ont été considérées comme des décorations militaires.
Les récipiendaires de toutes les catégories de la croix de l'indépendance ont eu le droit de vote au Sénat Polonais, le droit de voyager gratuitement sur les Chemins de fer Polonais d'État et le droit d'inscrire gratuitement leurs enfants dans les écoles publiques de leur choix.

## Structure
L'ordre comprend trois catégories. Le nombre de récompenses décernées entre la création en 1930 et 1938 est respectivement de :
1. Croix de l'indépendance avec épées : 1 816
2. Croix de l'indépendance : 35 271
3. Médaille de l'indépendance : 51 665

Le comité de la Croix et de la Médaille de l'Indépendance (Komitetu Krzyża i Medalu Niepodległości) a été composé le 7 novembre 1930 des dix premiers récipiendaires : Józef Piłsudski, Aleksandra Piłsudska, Walery Sławek, Wacław Jędrzejewicz, Aleksander Prystor, Kazimierz Sosnkowski, Edward Rydz-Śmigły, Julian Stachiewicz, Adam Koc et Jan Kołłątaj-Srzednicki.

## Description
La Croix de l'Indépendance est en bronze doré et émaillé de 42 par 42 mm. L'avers a en son centre un bouclier rectangle avec un aigle stylisé en bas-relief et sur ses branches horizontales la devise Bojownikom Niepodległości (Pour les combattants de l'indépendance). Le revers est doré. La version avec épées a deux épées d'or croisées au-dessus de la croix.
La Médaille de l'Indépendance est ronde, de 35 mm de diamètre, et entièrement en bronze. Sur l'avers il y a une représentation symbolique de trois hydres (symbolisant les trois partages de la Pologne) traversées par deux épées et entourée par la devise Bojownikom Niepodległości. Le revers est en bronze avec au centre les lettres RP pour Rzeczpospolita Polska.
Le ruban est identique pour la médaille et pour la croix et a une largeur de 37 mm, noir avec une bande rouge de 3 mm des deux côtés à 1 mm du bord. Pour la Croix de l'indépendance avec épées deux épées d'or sont croisées au centre du ruban.

## Quelques récipiendaires
- Władysław Anders
- Józef Beck
- Zygmunt Berling
- Władysław Bortnowski
- Henryk Dobrzański
- Bolesław Bronisław Duch
- August Emil Fieldorf
- Regina Fleszarowa
- Wanda Gertz
- Henryk Józewski
- Ursule Ledóchowska
- Wacław Lipiński
- Kazimierz Mastalerz
- Ignacy Mościcki
- Adam Nieniewski
- Leopold Okulicki
- Stanisław Ostrowski
- Jean-Paul Palewski
- Aleksandra Piłsudska
- Józef Piłsudski
- Bronisław Prugar-Ketling
- Stefan Rowecki
- Edward Rydz-Śmigły
- Stanisław Sosabowski
- Kazimierz Sosnkowski
- Wiktor Thommée
- Jerzy Albin de Tramecourt
- Stanisław Witkiewicz
- Stanisław Wycech
- Daniel Zdrojewski
- Lucjan Żeligowski
- Zofia Daszyńska-Golińska